# Stazione di Hanaten
La stazione di Hanaten (放出駅?, Hanaten-eki) è una stazione ferroviaria di interscambio situata nel quartiere di Tsurumi-ku, quartiere della città di Osaka, nella prefettura omonima in Giappone. È gestita dalla JR West e serve le linee Katamachi (linea Gakkentoshi) e Osaka Higashi.

## Linee
JR West
■ Linea Yamatoji
■ Linea Ōsaka Higashi

## Struttura
La stazione è costituita da due marciapiedi a isola per 4 binari totali in superficie.
| 1 | ■ Linea Katamachi     | per Shijōnawate, Matsuiyamate e Nara  |
| 2 | ■ Linea Ōsaka Higashi | per Takaida-Chūō e Kyūhōji            |
| 3 | ■ Linea Katamachi     | per Kyōbashi, Kitashinchi e Amagasaki |

## Stazioni adiacenti
| ≪                   | Servizio                | ≫                   |
| Linea Osaka Higashi | Linea Osaka Higashi     | Linea Osaka Higashi |
| ------------------- | ----------------------- | ------------------- |
| Kyōbashi            | Rapido Diretto          | Kyūhōji             |
| Kyōbashi            | Locale                  | Takaida-Chūō        |
| Linea Katamachi     |                         |                     |
| Tokuan              | Locale                  | Shigino             |
| Kyūhōji             | Rapido Diretto          | Kyōbashi            |
| Suminodō            | Rapido regionale Rapido | Kyōbashi            |